# Patrick Sylvestre
Patrick Sylvestre (La Chaux-de-Fonds, 1 september 1968) is een Zwitsers voormalig voetballer die speelde als middenvelder.

## Carrière
Sylvester begon zijn spelersloopbaan bij La Chaux-de-Fonds waar hij twee jaar speelde, alvorens de overstap te maken naar FC Lugano. Met Lugano won hij de beker in 1993, in 1996 en 1997 won hij deze terug met Lausanne-Sport. Hij sloot zijn carrière af bij FC Sion.
In 1989 maakte hij zijn debuut voor Zwitserland, in totaal speelde hij elf interlands. Met zijn land nam hij deel aan het WK 1994 in de Verenigde Staten.

## Erelijst
- FC Lugano
  - Zwitserse voetbalbeker: 1993
- Lausanne-Sport
  - Zwitserse voetbalbeker: 1996, 1997